# Saint-Sorlin
Pour les articles homonymes, voir Saint-Sorlin (homonymie).
Saint-Sorlin est une ancienne commune française située dans le département du Rhône, en région Auvergne-Rhône-Alpes. Elle a disparu depuis sa fusion, au 1er janvier 2017 avec les communes de Saint-Didier-sous-Riverie et de Saint-Maurice-sur-Dargoire pour former la nouvelle commune de Chabanière.

## Géographie
Saint-Sorlin est à 500 m d’altitude et  se situe au sud-ouest de Lyon, à environ cinq minutes de Mornant.

## Histoire
Le nom de Saint-Sorlin vient de la déformation de saint Saturnin (Saturninus), évêque de Toulouse qui fut martyrisé dans cette ville en l'an 250. L'église du village lui est dédiée.
Au cours de la Révolution française, la commune porte provisoirement le nom de La Bruyère.

## Héraldique
| Armes | Les armes de Saint-Sorlin se blasonnent ainsi : De gueules au puits d'or maçonné de sable, au mantel d'argent chargé d'une navette de sable accostée de deux arbres arrachés de sinople fruités de gueules, au chef d'azur chargé d'une étoile d'or. |

## Politique et administration
| Période                                  | Période  | Identité       | Étiquette | Qualité |
| ---------------------------------------- | -------- | -------------- | --------- | ------- |
| 2001                                     | En cours | Pierre Verguin |           |         |
| Les données manquantes sont à compléter. |          |                |           |         |

## Démographie
L'évolution du nombre d'habitants est connue à travers les recensements de la population effectués dans la commune depuis 1793. À partir du 1er janvier 2009, les populations légales des communes sont publiées annuellement dans le cadre d'un recensement qui repose désormais sur une collecte d'information annuelle, concernant successivement tous les territoires communaux au cours d'une période de cinq ans. 
Pour les communes de moins de 10 000 habitants, une enquête de recensement portant sur toute la population est réalisée tous les cinq ans, les populations légales des années intermédiaires étant quant à elles estimées par interpolation ou extrapolation. Pour la commune, le premier recensement exhaustif entrant dans le cadre du nouveau dispositif a été réalisé en 2008,.
En 2014, la commune comptait 581 habitants, en évolution de −13,67 % par rapport à 2009 (Rhône : +5,46 %, France hors Mayotte : +2,49 %).
| 1793 | 1800 | 1806 | 1821 | 1831 | 1836 | 1841 | 1846 | 1851 |
| ---- | ---- | ---- | ---- | ---- | ---- | ---- | ---- | ---- |
| 169  | 157  | 220  | 255  | 265  | 403  | 363  | 314  | 318  |

| 1856 | 1861 | 1866 | 1872 | 1876 | 1881 | 1886 | 1891 | 1896 |
| ---- | ---- | ---- | ---- | ---- | ---- | ---- | ---- | ---- |
| 358  | 507  | 587  | 519  | 560  | 510  | 536  | 503  | 508  |

| 1901 | 1906 | 1911 | 1921 | 1926 | 1931 | 1936 | 1946 | 1954 |
| ---- | ---- | ---- | ---- | ---- | ---- | ---- | ---- | ---- |
| 451  | 404  | 409  | 333  | 322  | 317  | 293  | 224  | 277  |

| 1962 | 1968 | 1975 | 1982 | 1990 | 1999 | 2008 | 2013 | 2014 |
| ---- | ---- | ---- | ---- | ---- | ---- | ---- | ---- | ---- |
| 225  | 202  | 188  | 313  | 532  | 687  | 680  | 580  | 581  |

## Lieux et monuments
Le sanctuaire

## Personnalités liées à la commune
- Stéphane Vautherin, prêtre condamné pour collaboration.